# Národní park Jotunheimen

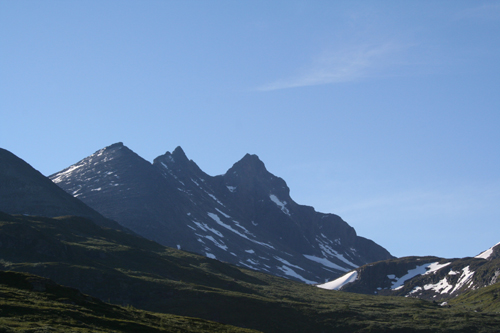
Hurrungane

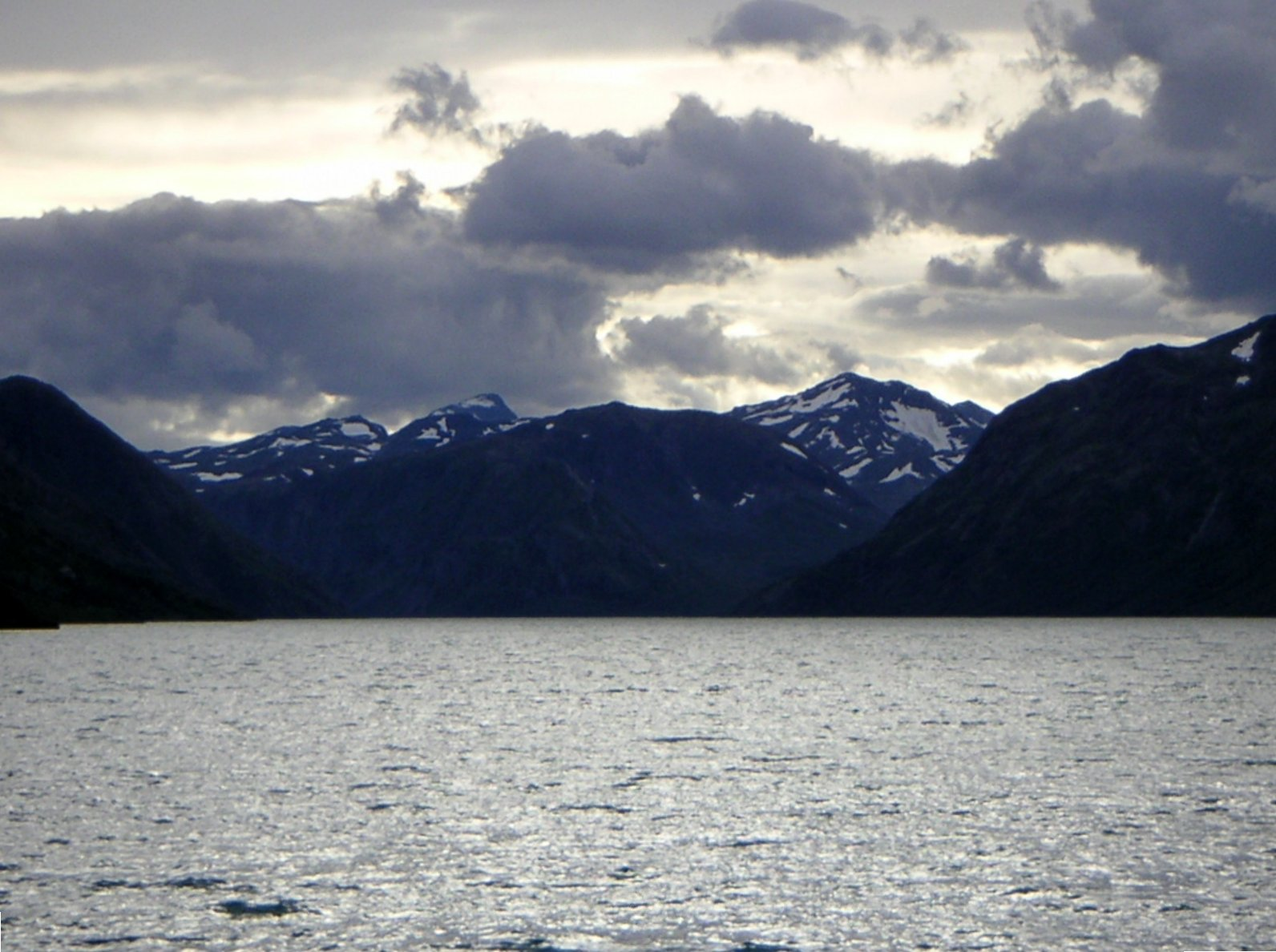
Jezero Gjende

Národní park Jotunheimen (česky Domov obrů) je norský národní park nacházející se v horské oblasti Jotunheimen. Rozloha parku je téměř 1200 čtverečních kilometrů. Více než 250 vrcholů dosahuje výšky nad 1900 m, včetně dvou nejvyšších vrcholů Severní Evropy: Galdhøpiggenu (2467 m n. m.) a Glittertindu (2465 m n. m.).
Národní park Jotunheimen leží mezi údolím Ottadal na severu, údolím Sjodal na východě, Vinstervatnem, jezery Bygdin a Tyin na jihu a Sogenfjordem na západě. Podle politické domluvy leží park ve dvou oblastech - v Opplandu a Sogn a Fjordane. Geologicky je Jotunheimen předkambrický. Ledovce se pokrývají gabrové skalní masívy, vrcholy a mnoho údolí.
V národním parku žijí sobi, losi, jeleni, rosomáci a rysi, v mnoha řekách pak pstruzi. Národní park je turisticky velmi navštěvovaný.

## Historie
Jotunheimen byl od pradávna loveckým územím. Pozůstatky loveckých kempů z doby kamenné byly nalezeny poblíž jezera Gjende a jezera Russvatn. Další nalezené pozůstatky pocházejí z doby doby bronzové a z doby železné. Vysokohorské pastviny byly využívány pastevci posledních 1 000 let.
Ve 14. století zde byla zřízena „Královská cesta“, která vyžadovala, aby obyvatelé města Lom udržovali schůdnost do středu Sognefjellu, aby byla lidem z Gudbrandsdalu umožněn přístup do jejich tradičního obchodního města Bergenu. Karavany dopravovaly dolů z hor produkty zdejších hospodářství a vracely se se solí, železem, látkami a lutefiskem.
V roce 1869 Norský turistický spolek (DNT) postavil svoji první chatu na břehu jezera Tyin. Dnes jsou chaty DNT a jejich okolí jednou z nejvíce navštěvovaných oblastí v severní Evropě. Počet chat na břehu jezera byl však omezen.
Královským výnosem z prosince 1980 byl národní park s 1145 km2 ustanovený v pohoří Jotunheimen. To zahrnuje velkou část toho nejlepšího z oblasti, včetně Galdho plateau, Glitterindského masívu, Hurrungane, a oblasti jezera Gjende. Park zahrnuje Utladal Nature Preserve, oblast s 300 čtverečními kilometry.
Jméno Jotunheimen, nebo také „Domov obrů“ je používané až v poslední době. Aasmund Olavsson Vinje (1818-1879), proslulý Norský básník a novinář který ještě používal nynorsk, představitel norského romantického nacionalismu, vytvořil tento výraz v roce 1862, když ho adoptoval z Keilhausovi knihy „Jotunfjellene“ aneb Hory obrů. V roce 1909 byl na západním konci jezera jezera Bygdin Aa. O. Vinjeovi postavený pomník v Eidsbugardenu, na okraji parku, v místě, kde měl chatu. Jeho přátelé a stoupenci chtěli připomenout jeho přispění k vyzdvihnutí Norské přírody a zesílení Norské národní identity. Dnes je Eidsbugarden největší horské turistické centrum, s nově zrestaurovaným hotelem z roku 1909, otevřeným v létě 2007 pobočkou DNT a přibližně 160 soukromými chatami. Místo je dostupné v létě automobilem nebo lodí, v zimě na sněžném skútru.

## Literární reference
Jotunheimen je široce zmiňovaný a popisovaný v literatuře, zvláště cestovním průvodcem z 18. století. Jotunheimská jezera Gjende a Bygdin centrem mnoha příběhů.
Literární reference zahrnují:
- A.O. Vinje's Diktsamling or poetry collection of 1864 celebrated Jotenheimen.
- Frederik Delius' symphonic poem On the Mountains was sketched while the composer was on a walking holiday with Edvard Grieg and Christian Sinding in the Jotunheim Mountains in 1889.
- Henrik Ibsen's drama Peer Gynt includes Peer's famous hunt description in the Jotunheim. It is here on the narrow Besseggen Ridge - or perhaps along the Knutsho ridge at the other side of Gjende - that Peer Gynt took his famous wild-reindeer ride along „the Gjendin Ridge“.
- Three in Norway, by Two of Them by J.A. Lees and W.J. Clutterbuck, includes extensive passages on three Englishmen's fishing and reindeer hunting experiences in these mountains.